# 福蒂斯丘 (密蘇里州)
福蒂斯丘（英語：Fortescue）是位於美國密蘇里州霍爾特縣的村。

## 人口
根據2020年美國人口普查的數據，福蒂斯丘的面積為0.20平方千米，皆為陸地。當地共有人口21人，而人口密度為每平方千米105人。